# Bitwa na jeziorze Pejpus
Bitwa na jeziorze Pejpus (także: bitwa na lodzie, bitwa na jeziorze Czudzkim, lodowe pobojowisko) – starcie zbrojne, które miało miejsce 5 kwietnia 1242. Wojska nowogrodzkie dowodzone przez księcia Aleksandra Newskiego zadały klęskę armii zakonu krzyżackiego i połączonego z nimi zakonu kawalerów mieczowych pod wodzą księcia-biskupa Dorpatu Hermana I, zapobiegając tym samym niemieckiej ekspansji na wschód.

## Wprowadzenie
W początkach XIII wieku Ruś stała się obiektem ataków z trzech stron. Od południa krajowi zagrażali Mongołowie Czyngis-chana. Tereny północne, między innymi Nowogród, stały się celem ataków Szwedów, zachodnie natomiast – niemieckich i duńskich krzyżowców należących do zakonu niemieckiego (Krzyżaków) i zakonu kawalerów mieczowych. Największą przeszkodą uniemożliwiającą podbój Rusi było miasto Wielki Nowogród (Welikij Nowgorod), które stało się głównym celem zakonu.
W roku 1236 bojarzy nowogrodzcy wybrali Aleksandra Jarosławicza, syna wielkiego księcia włodzimierskiego, na swojego władcę. Książę już w roku 1240 pokonał nadciągającą z Finlandii szwedzką armię inwazyjną pod wodzą jarla Birgera w starciu nad Newą w pobliżu dzisiejszego Petersburga, po którym zyskał przydomek – Newski.
W tym samym roku z terenów Estonii wtargnęli na Ruś rycerze zakonu niemieckiego. Do roku 1237 najbardziej odznaczał się operujący w Inflantach zakon kawalerów mieczowych, który dotarł do ziem nowogrodzkich. Szczególnie niebezpieczna sytuacja powstała w chwili, gdy rycerze zakonu zajęli ważne strategicznie miasto Psków, położone na południe od jeziora Pejpus. Załoga miasta wykorzystywana była do osłony dróg prowadzących do Nowogrodu. W roku 1241 Nowogrodzianom pod przewodnictwem Aleksandra Newskiego udało się zdobyć twierdzę Koporje, a w rok później odbić Psków.

## Bitwa

Mapa bitwy

Po pierwszych sukcesach Aleksander Newski zdecydował się przenieść ciężar walk na tereny zajmowane przez zakon, po czym ruszył w kierunku zachodnim na twierdzę Izborsk. Rycerze zakonni i ich estońskie oddziały pomocnicze na początku kwietnia pokonały jednak straż przednią Nowogrodzian, ścigając ją przez lody jeziora Pejpus. W celu zapobieżenia obejścia Pskowa przez rycerzy zakonnych od południa, siły główne Rusinów połączyły się z resztkami swojej straży przedniej na wschodnim brzegu zamarzniętego jeziora. Tutaj też w 5 kwietnia 1242 stanęły gotowe do walki.
Podobnie jak w większości opisów bitew średniowiecznych, także te dotyczące bitwy na lodzie są bardzo niedokładne, zaś przekazy co do liczby walczących są niepewne. Ruskie źródła określają wielkość sił nowogrodzkich na około 15 000 ludzi, natomiast sił zakonnych na około 10 000. We współczesnej historiografii rosyjskiej brak konsensusu co do faktycznej liczby uczestników bitwy, niemniej przyjmuje się, że tradycyjne szacunki były zawyżone. Zdaniem niektórych badaczy (Игорь Данилевский и Клим Жуков), w starciu po każdej ze stron wzięło udział nie więcej niż kilkuset zbrojnych.
Bitwa rozegrała się w południowo-wschodnim rejonie jeziora Pejpus koło wyspy Woroni Kamień. Tuż po nastaniu świtu nastąpił atak rycerstwa niemieckiego. Ciężkozbrojni konni rycerze i piechota zakonu uderzyli w szyku klinowym na centrum Nowogrodzian, składające się z piechoty oraz milicji nowogrodzkiej. Znacznie przerzedzone oddziały Rusinów wycofały się na spadzisty i pokryty lodem brzeg jeziora, gdzie rycerze zakonu nie byli już w stanie wykorzystać swojej siły i utknęli w walce. Nastąpił wówczas atak lewego i prawego skrzydła nowogrodzkiego, który doprowadził do okrążenia sił zakonu.
Ostatni akord bitwy zaczął się w chwili, gdy Newski rzucił do ataku trzymane w rezerwie oddziały. Jeźdźcy obeszli prawe skrzydło armii zakonnej, atakując ją od tyłu. Otoczeni z każdej strony Niemcy i Estowie, stłoczeni na niewielkim obszarze nie byli w stanie przeprowadzić skutecznego ataku. W tej sytuacji piechota nowogrodzka rozpoczęła gwałtowne uderzenie, zrzucając rycerzy z koni za pomocą długich lanc i dobijając ich pchnięciem mieczy.
Powszechnie spotykana informacja o tym, że w czasie odwrotu pod rycerzami załamał się lód i znaczna ich liczba utonęła nie znajduje potwierdzenia w źródłach historycznych. Pojawiła się ona w XVI-wiecznej ilustrowanej kronice, a następnie została spopularyzowana przez wizję filmową Siergieja Eisensteina.

### Straty
Zgodnie z dawniejszą historiografią, opartą na średniowiecznym źródle ruskim (Latopis nowogrodzki pierwszy), poległo około 500 rycerzy zakonnych oraz znaczna liczba ich estońskich podwładnych, a 50 rycerzy, wśród nich wielki mistrz zakonu niemieckiego, dostało się do niewoli. Według średniowiecznego źródła niemieckiego (Die Livländische Reimchronik) 20 rycerzy zakonnych poległo, a 6 dostało się do niewoli. Współcześnie wielu badaczy uważa za zawyżone szacunki dawniejszej historiografii rosyjskiej, dotyczące liczby tak zabitych, jak i ogółem walczących.

## Znaczenie bitwy
Skutkiem bitwy było podpisanie w roku 1242 traktatu pokojowego pomiędzy Nowogrodem a Krzyżakami. Jako granicę pomiędzy Rusią a terenami zakonu ustalono Narwę. Dokonano także wymiany jeńców, a zakon zobowiązał się do zaprzestania ataków na ziemie nowogrodzkie.
Bitwa ma wielkie znaczenie w rosyjskiej historii i propagandzie. Zapobiegła podbojowi Rusi i ustaliła jej zachodnią granicę na kilkaset lat. Aleksander Newski uznany został świętym przez Rosyjski Kościół Prawosławny i uchodzi do dziś za bohatera narodowego kraju.
Bitwa została przedstawiona w nakręconym w 1938 filmie Aleksander Newski w reżyserii Siergieja Eisensteina.